# Гурно (гміна)
Гміна Гурно (пол. Gmina Górno) — сільська гміна у східній Польщі. Належить до Келецького повіту Свентокшиського воєводства.
Станом на 31 грудня 2011 у гміні проживало 13605 осіб.

## Територія
Згідно з даними за 2007 рік площа гміни становила 83.26 км², у тому числі:
- орні землі: 77.00%
- ліси: 12.00%

Таким чином, площа гміни становить 3.70% площі повіту.

## Населення
Станом на 31 грудня 2011:
| Опис     | Загалом | Загалом | Чоловіки | Чоловіки | Жінки | Жінки |
| -------- | ------- | ------- | -------- | -------- | ----- | ----- |
| одиниця  | осіб    | %       | осіб     | %        | осіб  | %     |
| все      | 13605   | 100     | 6783     | 49.86    | 6822  | 50.14 |
| міське   | 0       | 100     | 0        |          | 0     |       |
| сільське | 13605   | 100     | 6783     | 49.86    | 6822  | 50.14 |

## Сусідні гміни
Гміна Ґурно межує з такими гмінами: Беліни, Бодзентин, Далешице, Маслув.